# Ковачич, Иван
Иван Иванович Ковачич (серб. Иван Ивана Ковачич, словен. Ivan Ivana Kovačič; 28 января 1921, Долени-Подборшт — 14 ноября 1963, Любляна) — югославский словенский военный, участник Народно-освободительной войны Югославии, Народный герой Югославии.

## Биография
Родился 28 января 1921 в деревне Долени-Подборшт близ Ново-Места. Окончил школу, работал до войны пекарем. После начала войны и немецкой оккупации ушёл в партизанское подполье (там был известен как «Эфенка»), став активистом Освободительного фронта Словении. Занимался закупкой оружия и курьерской службой.
В январе 1942 года Иван Ковачич был зачислен в Западнодоленский партизанский отряд, где занимал должность курьера. Боевое крещение принял в схватках близ Ново-Места и Жужемберка. Сначала занимал должность политрука в роте 1-го батальона, а затем и возглавил роту, с которой участвовал во многих боях. Прославился за это время подрывом поезда близ Рыбницы в Кочевье и засадой против итальянских войск близ Заградеца (в бою было убито около 80 итальянцев).
После формирования 1-й словенской пролетарской бригады Ковачич занял должность командира роты в бригаде. Участвовал в Рошском наступлении и в боях за Еленов-Жлеб, в битве с итальянцами за Мирну (устроил взрыв на железной дороге). Неоднократно вступал в схватки с коллаборационистами из белогвардейцев близ Сеницы, Мокро-Поля, в Сухой Краине близ Амбрса. В апреле 1943 года возглавил батальон, а в июле стал заместителем командира бригады. Ковачич участвовал на должности заместителя командира в битвах при Айдовце, в Нотраньске, за Лашче и Кочево.
В декабре 1943 года Ковачич стал офицером в 14-й словенской дивизии, которая участвовала в боях в Хорватии и Штирии. Путь бригады прошёл через местечки Сеново, Линдек, Беле-Воде и Чрнивец. Во время прорыва дивизии из Пашки-Козяка на Погорье Иван совершил подвиг: зимой 1943-1944 годов дивизия попала в немецкое окружение, и Ковачич, имея в своём распоряжении четыре батальона, прорвал кольцо и вывел всю дивизию из окружения. В июле 1944 года он стал заместителем командира в 4-й оперативной зоне.
Под руководством Ковачича силы 4-й оперативной зоны участвовали в битвах за Шмартно, Рыбницу-на-Погорье, Оплотницу, Пашки-Козяк, гору Конишку и другие местечки. В январе 1945 года он возглавил 14-ю дивизию, которая участвовала в завершающих боях войны, освобождая города Шент-Андраж, Войник, Дравгоград и даже дошла до Клагенфурта, пройдя маршем через всю Штирию и Корушку.
Ковачич был награждён рядом орденов и медалей, среди которых были Орден Народного героя (звание присвоено 21 июля 1953), польский Партизанский крест и Чехословацкий крест 1939 года. После войны он работал депутатом в Народной скупщине Словении и Союзной Скупщине, последние годы прожил в Целе. Скончался 14 ноября 1963 в Любляне.